# Tragica poveste de dragoste a celor doi
Tragica poveste de dragoste a celor doi este un film românesc din 1996 regizat de Radu Muntean. Rolurile principale au fost interpretate de actorii Gianina Corondan, Sorin Cristea, Adrian Pleșca.

## Distribuție
Distribuția filmului este alcătuită din:
- Adrian Pleșca
- Sorin Cristea
- Gianina Corondan